# 19578 Kirkdouglas
19578 Kirkdouglas (1999 MO) là một tiểu hành tinh vành đai chính được phát hiện ngày 20 tháng 6 năm 1999 bởi J. Broughton ở Reedy Creek Observatory.